# Чемпіонат світу з біатлону 2002
38-ий чемпіонат світу з біатлону відбувся 24 березня 2002 року в  Холменколлені, Осло, Норвегія. Проводилися тільки мас-старти, які не ввійшли до програми Олімпійських ігор у Солт-Лейк-Сіті.

## Чоловіки

### Мас-старт, 15 км
| Медаль | Біатлоніст     | Країна    | Штрафні кола | Результат |
| ------ | -------------- | --------- | ------------ | --------- |
| Золото | Рафаель Пуаре  | Франція   |              | 37:57.8   |
| Срібло | Свен Фішер     | Німеччина |              | + 17.9    |
| Бронза | Фруде Андресен | Норвегія  |              | + 46.5    |

## Жінки

### Мас-старт 12,5 км
| Медаль | Біатлоністка    | Країна   | Штрафні кола | Результат |
| ------ | --------------- | -------- | ------------ | --------- |
| Золото | Олена Зубрилова | Україна  |              | 37:09.5   |
| Срібло | Ольга Пильова   | Росія    |              | + 21.3    |
| Бронза | Ольга Назарова  | Білорусь |              | + 37.7    |

## Таблиця медалей
| Місце | Країна    | Золото | Срібло | Бронза | Загалом |
| ----- | --------- | ------ | ------ | ------ | ------- |
| 1     | Франція   | 1      | 0      | 0      | 1       |
| 1     | Україна   | 1      | 0      | 0      | 1       |
| 3     | Німеччина | 0      | 1      | 0      | 1       |
| 3     | Росія     | 0      | 1      | 0      | 1       |
| 5     | Білорусь  | 0      | 0      | 1      | 1       |
| 5     | Норвегія  | 0      | 0      | 1      | 1       |